# Félix Delgado
Félix Delgado (nascido em 5 de fevereiro de 1949) é um esgrimista cubano. Ele competiu nos eventos de sabre individual e de equipe nos Jogos Olímpicos de Verão de 1968.